# Драфт НБА 1973

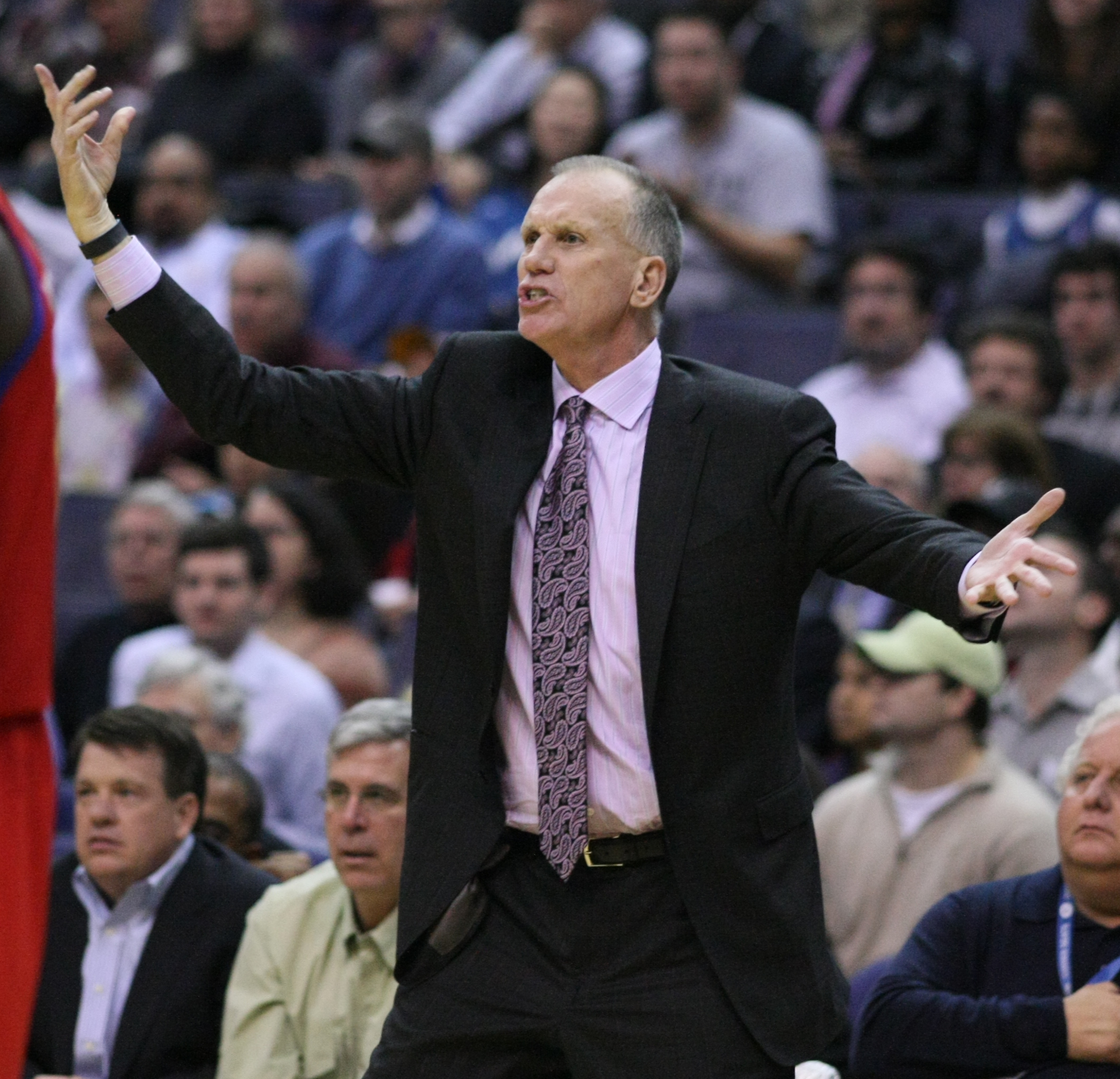
Філадельфія Севенті-Сіксерс вибрала Дага Коллінса під першим загальним номером.

Драфт НБА 1973 року відбувся 24  квітня і 5 травня.1[›] 17 команд Національної баскетбольної асоціації (НБА) по черзі вибирали найкращих випускників коледжів, а також інших кандидатів, офіційно зареєстрованих для участі в драфті, зокрема іноземців. Перші два права вибору належали командам, які посіли останні місця у своїх конференціях, а їхній порядок визначало підкидання монети. Філадельфія Севенті-Сіксерс виграли підкидання монети і отримали перший загальний драфт-пік, а Портленд Трейл-Блейзерс - другий. Решту драфт-піків першого раунду команди дістали у зворотньому порядку до їхнього співвідношення перемог до поразок у сезоні 1972–1973. Перед драфтом Балтимор Буллетс переїхали до Лендовера (Меріленд) і змінили назву на Кепітал Буллетс. Філадельфія Севенті-Сіксерс отримала як компенсацію ще одне право вибору в першому раунді, коли Сіетл Суперсонікс підписали Джона Бріскера.1[›] Гравець, який завершував четвертий рік у коледжі отримував право на участь у драфті. Перед драфтом 11 гравців, які завершили менш як чотири роки навчання, оголосили такими, що можуть бути вибрані на драфті за правилом "hardship". Ці гравці подали заяви і надали докази свого важкого фінансового становища, що дало їм право заробляти собі гроші, розпочавши професійну кар'єру раніше. Драфт складався з 20-ти раундів, на яких вибирали 211 гравців.
Це був останній драфт НБА, який міг тривати будь-яку кількість раундів, допоки в команд не закінчаться перспективні гравці. Починаючи з наступного і до 1984 року драфти тривали фіксовано по 10 раундів.

## Нотатки щодо виборів на драфті і кар'єр деяких гравців
Філадельфія Севенті-Сіксерс під загальним першим номером вибрала Дага Коллінса з Іллінойського державного університету. Клівленд Кавальєрс, який дістав право вибору в результаті обміну з Блейзерс, під другим загальним номером вибрав Джима Бруера з Університету Міннесоти. Баффало Брейвз під третім загальним номером обрали Ерні Дігрегоріо з Провіденс Колледж, який у свій перший сезон виграв звання новачок року. Джордж Макгінніс, якого Севенті Сіксерс вибрали під 22-м номером, став єдиним гравцем, якого вибрали і до складу Збірної всіх зірок і на участь у Матчі всіх зірок. Крім нього єдиними гравцями драфту, яких вибрали на Матч всіх зірок, стали Коллінс, 5-й номер вибору Керміт Вашингтон і 50-й драфт-пік Ларрі Кенон. Серед досягнень Коллінса — потрапляння чотири рази на Матч усіх зірок. Після завершення кар'єри гравця він тренував команди Чикаго Буллз, Детройт Пістонс і Вашингтон Візардс. 1982 року Бруер став чемпіоном НБА у складі Лос-Анджелес Лейкерс. Пізніше він грав у Європі, де 1983 року виграв Євролігу в складі Форд Канту. До драфту Макгінніс вже грав у Американській баскетбольній асоціації (АБА). 1971 року він покинув коледж після свого другого курсу і впродовж чотирьох років грав за Індіана Пейсерз. Потім він грав у НБА в складі Філадельфія Севенті-Сіксерс, яка задрафтувала його після злиття АБА і НБА 1976 року. Один раз він вигравав звання найціннішого гравця АБА, тричі його обирали на Матч всіх зірок АБА, тричі - на Матч всіх зірок НБА, тричі до складу Збірної всіх зірок АБА і двічі - НБА. Кенон спочатку віддав перевагу АБА, в якій провів три сезони, але зрештою грав у НБА за Сан-Антоніо Сперс після злиття обох ліг. Його тричі обирали на Матч усіх зірок АБА і двічі - НБА.

## Драфт

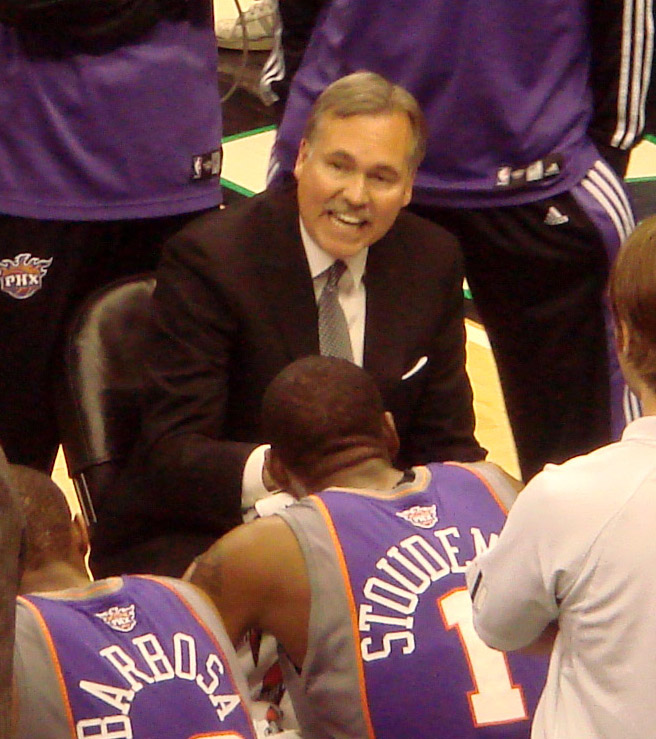
Канзас-Сіті Омаха Кінгс вибрали Майка Д'Ентоні під двадцятим загальним номером.

| Поз.    | G        | F       | C         |
| Позиція | Захисник | Форвард | Центровий |

| ^ | Позначає гравців, обраних у Баскетбольну залу слави Нейсміта                                                        |
| * | Позначає гравців, які взяли участь принаймні в одній грі матчу всіх зірок НБА і потрапили до Збірної всіх зірок НБА |
| + | Позначає гравців, які взяли участь принаймні в одній грі матчу всіх зірок НБА                                       |
| # | Позначає гравців, які жодного разу не грали в регулярному сезоні НБА або плей-оф                                    |

| Раунд | Вибір | Гравець            | Поз. | Громадянство     | Команда НБА                                                  | Коледж/Клуб             |
| ----- | ----- | ------------------ | ---- | ---------------- | ------------------------------------------------------------ | ----------------------- |
| 1     | 1     | Даг Коллінс+       | G/F  | США              | Філадельфія Севенті-Сіксерс                                  | Іллінойс Стейт (Ср.)    |
| 1     | 2     | Джим Бруер         | F/C  | США              | Клівленд Кавальєрс (від Портленд)[a]                         | Міннесота (Ср.)         |
| 1     | 3     | Ерні Дігрегоріо    | G    | США              | Баффало Брейвз                                               | Провіденс (Ср.)         |
| 1     | 4     | Майк Грін          | C/F  | США              | Сіетл Суперсонікс1[›]                                        | Луїзіана Тек (Ср.)      |
| 1     | 5     | Керміт Вашингтон+  | F/C  | США              | Лос-Анджелес Лейкерс (від Клівленд)[b]                       | American (Ср.)          |
| 1     | 6     | Ед Ретлефф         | F/G  | США              | Х'юстон Рокетс                                               | Лонг-Біч Стейт (Ср.)    |
| 1     | 7     | Рон Бегаген        | F/C  | США              | Канзас-Сіті-Омаха Кінгс                                      | Міннесота (Ср.)         |
| 1     | 8     | Майк Бантом        | F/C  | США              | Фінікс Санз                                                  | Сейнт Джозефс (Ср.)     |
| 1     | 9     | Двайт Джонс        | F/C  | США              | Атланта Гокс (від Детройт)[c]                                | Х'юстон (Дж.)           |
| 1     | 10    | Джон Браун         | F    | США              | Атланта Гокс                                                 | Міссурі (Ср.)           |
| 1     | 11    | Кевін Джойс#       | G    | США              | Голден-Стейт Ворріорс                                        | Південна Кароліна (Ср.) |
| 1     | 12    | Кевін Каннерт      | C/F  | США              | Чикаго Буллз                                                 | Айова (Ср.)             |
| 1     | 13    | Нік Везерспун      | F    | США              | Capital Bullets                                              | Іллінойс (Ср.)          |
| 1     | 14    | Мел Девіс          | F    | США              | Нью-Йорк Нікс                                                | Сент Джонс (Ср.)        |
| 1     | 15    | Баррі Паркгілл#    | G    | США              | Портленд Трейл-Блейзерс (від Лос-Анджелес через Клівленд)[a] | Вірджинія (Ср.)         |
| 1     | 16    | Свен Нейтер        | C    | Нідерланди       | Мілвокі Бакс                                                 | УКЛА (Ср.)              |
| 1     | 17    | Стів Даунінг       | C    | США              | Бостон Селтікс                                               | Індіана (Ср.)           |
| 1     | 18    | Реймонд Льюїс#     | G    | США              | Філадельфія Севенті-Сіксерс1[›]                              | Cal State L.A. (Соф.)   |
| 2     | 19    | Луі Нельсон        | G    | США              | Capital Bullets (від Філадельфія)[d]                         | Вашингтон (Ср.)         |
| 2     | 20    | Майк Д'Ентоні      | G    | США · Італія2[›] | Канзас-Сіті-Омаха Кінгс (від Баффало через Детройт)[e]       | Маршалл (Ср.)           |
| 2     | 21    | Аллан Брістоу      | F/G  | США              | Філадельфія Севенті-Сіксерс (від Портленд)[f]                | Вірджинія Тек (Ср.)     |
| 2     | 22    | Джордж Макгінніс^  | F/C  | США              | Філадельфія Севенті-Сіксерс (від Сіетл)[g]1[›]               | Індіана Пейсерз (АБА)   |
| 2     | 23    | Біллі Шеффер#      | F    | США              | Лос-Анджелес Лейкерс (від Клівленд)[b]                       | Сент Джонс (Ср.)        |
| 2     | 24    | Кевін Стейком      | G    | США              | Чикаго Буллз (від Х'юстон)[h]                                | Провіденс (Ср.)         |
| 2     | 25    | Ларрі Макнілл      | F/G  | США              | Канзас-Сіті-Омаха Кінгс                                      | Маркетт (Дж.)           |
| 2     | 26    | Аллан Горняк#      | G    | США              | Клівленд Кавальєрс (від Фінікс)[i]                           | Огайо Стейт (Ср.)       |
| 2     | 27    | Том Інгелсбі       | G    | США              | Атланта Гокс (від Детройт)[j]                                | Вілланова (Ср.)         |
| 2     | 28    | Патрік Макфарленд# | F/G  | США              | Нью-Йорк Нікс (від Атланта)[k]                               | Сейнт Джозефс (Ср.)     |
| 2     | 29    | Деррек Дікі        | F    | США              | Голден-Стейт Ворріорс                                        | Цинциннаті (Ср.)        |
| 2     | 30    | Венделл Гадсон#    | F    | США              | Чикаго Буллз                                                 | Алабама (Ср.)           |
| 2     | 31    | Джим Чонс          | C/F  | США              | Лос-Анджелес Лейкерс (від Capital)[l]                        | Нью-Йорк Нетс (ABA)     |
| 2     | 32    | Калдвелл Джонс     | C/F  | США              | Філадельфія Севенті-Сіксерс (від Нью-Йорк через Чикаго)[m]   | Albany State (Ср.)      |
| 2     | 33    | Гарі Мелкіонні     | G    | США              | Фінікс Санз (від Мілвокі через Філадельфія)[n]               | Дьюк (Ср.)              |
| 2     | 34    | Джон Перрі#        | C    | США              | Лос-Анджелес Лейкерс                                         | Pan American (Ср.)      |
| 2     | 35    | Філ Генкінсон      | F    | США              | Бостон Селтікс                                               | Пенсильванія (Ср.)      |

## Інші вибори
Цих гравців на драфті НБА 1985 вибрали після другого раунду, але вони зіграли в НБА принаймні одну гру.

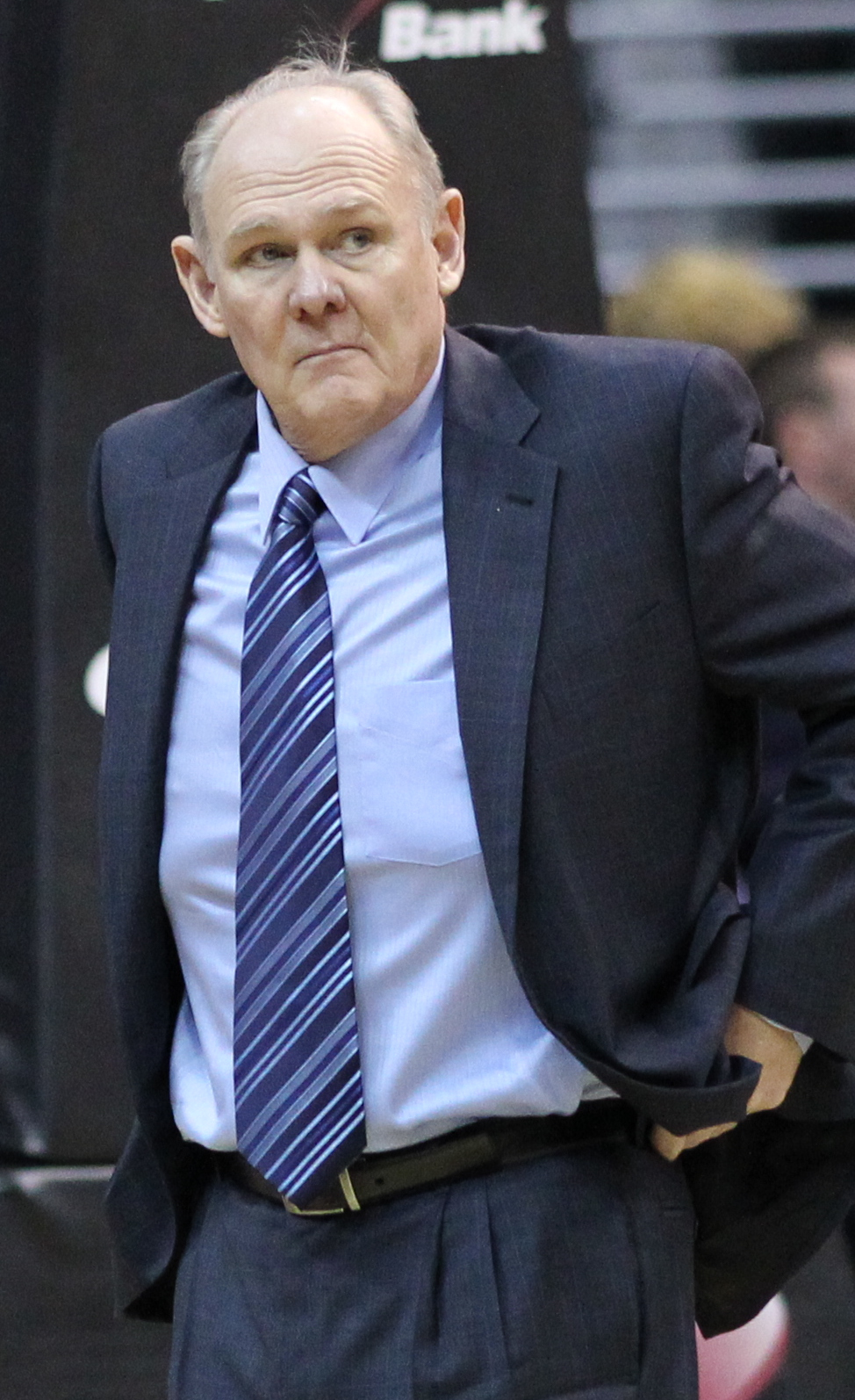
Нью-Йорк Нікс вибрали Джорджа Карла під 66-м загальним номером.

| Раунд | Вибір | Гравець        | Поз. | Громадянство      | Команда НБА                                  | Коледж/Клуб                     |
| ----- | ----- | -------------- | ---- | ----------------- | -------------------------------------------- | ------------------------------- |
| 3     | 36    | Тед Манакас    | G    | США               | Атланта Гокс (від Філадельфія)[o]            | Принстон(Ср.)                   |
| 3     | 38    | Кен Черльз     | G    | Тринідад і Тобаго | Баффало Брейвз                               | Фордем (Ср.)                    |
| 3     | 42    | Джо Рівз       | F    | США               | Фінікс Санз (від Канзас-Сіті-Омаха Кінгс)[p] | Bethel (Tennessee) (Ср.)        |
| 3     | 44    | Бо Ламар       | G    | США               | Детройт Пістонс                              | Південно-Західна Луїзіана (Ср.) |
| 3     | 45    | Леонард Грей   | F    | США               | Атланта Гокс                                 | Лонг-Біч Стейт (Ср.)            |
| 3     | 48    | Том Козелко    | F    | США               | Capital Bullets                              | Толедо (Ср.)                    |
| 3     | 49    | Еллі Макгуайр  | G    | США               | Нью-Йорк Нікс                                | Маркетт (Ср.)                   |
| 3     | 50    | Ларрі Кенон+   | F    | США               | Детройт Пістонс (від Лос-Анджелес)[q]        | Мемфіс Стейт (Дж.)              |
| 3     | 51    | І Сі Коулмен   | F    | США               | Х'юстон Рокетс (від Мілвокі)[r]              | Houston Baptist (Ср.)           |
| 4     | 55    | Берд Аверітт   | G    | США               | Портленд Трейл-Блейзерс                      | Пеппердайн (Дж.)                |
| 4     | 57    | Люк Вітт       | C    | США               | Клівленд Кавальєрс                           | Огайо Стейт (Ср.)               |
| 4     | 64    | Марк Сіблі     | G    | США               | Чикаго Буллз                                 | Нортвестерн (Ср.)               |
| 4     | 66    | Джордж Карл    | G    | США               | Нью-Йорк Нікс                                | Північна Кароліна (Ср.)         |
| 5     | 74    | Джон Кофран    | F    | США               | Клівленд Кавальєрс                           | Каліфорнія (Ср.)                |
| 5     | 76    | Ем Ел Карр     | F    | США               | Канзас-Сіті-Омаха Кінгс                      | Guilford (Ср.)                  |
| 5     | 83    | Денніс Белл    | F    | США               | Нью-Йорк Нікс                                | Drake (Ср.)                     |
| 6     | 88    | Майк Макалусо  | F    | США               | Баффало Брейвз                               | Канісіус (Ср.)                  |
| 6     | 96    | Джон Вільямсон | G    | США               | Атланта Гокс                                 | Нью-Мексико Стейт (Дж.)         |
| 6     | 98    | Джонні Ньюманн | G/F  | США               | Чикаго Буллз                                 | Міссісіпі (Ср.)                 |
| 7     | 106   | Тім Бассетт    | F/C  | США               | Баффало Брейвз                               | Джорджия (Ср.)                  |
| 7     | 118   | Нейт Готорн    | G    | США               | Лос-Анджелес Лейкерс                         | Південний Іллінойс (Ср.)        |
| 8     | 128   | Джим Оуенс     | F    | США               | Фінікс Санз                                  | Аризона Стейт (Ср.)             |
| 8     | 129   | Бен Келсо      | G    | США               | Детройт Пістонс                              | Central Michigan (Ср.)          |
| 9     | 138   | Гарві Кетчінгс | C/F  | США               | Філадельфія Севенті-Сіксерс                  | Hardin–Simmons (Ср.)            |
| 11    | 166   | Род Фрімен     | F    | США               | Філадельфія Севенті-Сіксерс                  | Вандербілт (Ср.)                |
| 17    | 204   | Джим Гарвін    | F    | США               | Баффало Брейвз                               | Бостонський університет (Ср.)   |

## Trades
- a 1 2  У день драфту Клівленд Кавальєрс придбав драфт пік першого раунду та драфт-пік третього раунду від Портленд Трейл-Блейзерс в обмін на Джона Джонсона, Ріка Роберсона і пік першого раунду Лос-Анджелес Лейкерс.[12] Кавальєрс використали піки, щоб вибрати Джима Бруера та Джима О'Браєна. Блейзерс використали цей драфт-пік, щоб вибрати Баррі Паркгілла.
- b  13 жовтня 1971, Лос-Анджелес Лейкерс придбав драфт-пік першого раунду 1973 року, драфт-піки в другому раунді 1972 і 1973 років від Клівленд Кавальєрс в обмін на Ріка Роберсона.[9] Лейкерс використали піки, щоб обрати Керміта Вашингтона та Білла Шеффера.
- c  On April 13, 1973, Атланта Гокс придбав 9-й пік Детройт Пістонс в обмін на Джорджа Траппа.[16] Гокс використали цей драфт-пік, щоб вибрати Двайта Джонса.
- d  18 жовтня 1971, the Кепітал Буллетс (як Балтімор Буллетс) придбали пік другого раунду та Арчі Кларка від Філадельфія Севенті-Сіксерс в обмін на Фреда Картера та Кевіна Логері.[17] Буллетс використали цей драфт-пік, щоб вибрати Луі Нельсона.
- e  9 листопада 1972, Канзас-Сіті Омаха Кінгс придбали пік другого раунду Детройт Пістонс в обмін на Джона Менгелта. Перед тим 29 вересня 1972 Пістонс придбали пік Баффало Брейвз в обмін на Говарда Комівза.[18] Кінґс використали цей драфт-пік, щоб вибрати Майка Д'Ентоні.
- f  31 липня 1972, Філадельфія Севенті-Сіксерс придбали драфт-пік другого раунду від Портленд Трейл-Блейзерс в обмін на Фреда Фостера.[19] Севенті Сіксерс використали цей драфт-пік, щоб вибрати Аллана Брістоу.
- g  On April 18, 1973, Філадельфія Севенті-Сіксерс придбали драфт-пік другого раунду 1973 року від Сіетл Суперсонікс як компенсацію за підписання Джона Бріскера Супер Сонікс 15 серпня 1972.[3][20] Севенті Сіксерс використали цей драфт-пік, щоб вибрати Джорджа Макгінніса.
- h  9 червня 1971, Чикаго Буллз придбали драфт-пік другого раунду від Х'юстон Рокетс в обмін на Дік Гіббс.[21] Буллз використали цей драфт-пік, щоб вибрати Кевіна Стейкома.
- i  22 Листопада 1972, Клівленд Кавальєрс придбали драфт-пік другого раунду від Фінікс Санз в обмін на Волта Веслі.[22] Буллз використали цей драфт-пік, щоб вибрати Аллана Горняка.
- j  31 жовтня 1972, Атланта Гокс придбали драфт-пік другого раунду від Детройт Пістонс в обмін на Дона Адамса.[23] Гокс використали цей драфт-пік, щоб вибрати Тома Інгелсбі.
- k  9 жовтня 1972, Нью-Йорк Нікс придбав драфт-пік другого раунду від Атланта Гокс в обмін на Едді Маста.[24] Буллз використали цей драфт-пік, щоб вибрати Патріка Макфарленда.
- l  6 грудня 1972, Лос-Анджелес Лейкерс придбали драфт-пік другого раунду від Кепітал Буллетс (як Балтімор Буллетс) в обмін на Флінна Робінсона та майбутні компенсації.[15] Лейкерс використали цей драфт-пік, щоб вибрати Джима Чонса.
- m  18 жовтня 1972, Філадельфія Севенті-Сіксерс придбали драфт-пік другого раунду від Чикаго Буллз в обмін на Денніса Отрі. Перед тим Буллз придбали цей драфт-пік 10 грудня 1971, від Нью-Йорк Нікс в обмін на Чарлі Полка.[25] Севенті Сіксерс використали цей драфт-пік, щоб вибрати Калдвелла Джонса.
- n  10 жовтня 1972, Фінікс Санз придбали драфт-пік другого раунду від Філадельфія Севенті-Сіксерс в обмін на Мела Каунтса. Перед тим Севенті Сіксерс придбали драфт-пік від Мілвокі Бакс в обмін на Гарі Грегора.[26] Санз використали цей драфт-пік, щоб вибрати Гарі Мелкіонні.
- o  26 січня 1973, Атланта Гокс придбали драфт-пік третього раунду від Філадельфія Севенті-Сіксерс в обмін на Джеффа Галлібертона.[27] Гокс використали цей драфт-пік, щоб вибрати Теда Манакаса.
- p  27 грудня 1971, Фінікс Санз придбали драфт-пік третього раунду у Канзас-Сіті Омаха Кінгс (як Цинциннаті Роялс) в обмін на Фреда Тейлора.[28] Санз використали цей драфт-пік, щоб вибрати Джо Рівза.
- q  Детройт Пістонс придбали драфт-пік третього раунду від Лос-Анджелес Лейкерс як частину угоди 1969 року за Геппі Гейрстона.[29]
- r  9 грудня 1971, Х'юстон Рокетс придбали драфт-пік третього раунду і Грега Сміта у Мілвокі Бакс в обмін на драфт-пік першого раунду 1972 року і Кертіса Перрі.[30] Рокетс використали цей драфт-пік, щоб вибрати І Сі Коулмена.

## Нотатки
^ 1: Комісіонер НБА Волтер Кеннеді спочатку віддав Філадельфія Севенті-Сіксерс четвертий загальний драфт-пік Сіетл Суперсонікс у першому раунді, як компенсацію за Джона Бріскера, який підписав контракт з Сонікс попри те, що був у переговорному списку Філадельфії. Однак Федеральний суд анулював рішення Кеннеді, обґрунтувавши це тим, що лише Рада керівників НБА має право його приймати. Зрештою Рада керівників вирішила надати як компенсацію Севенті Сіксерс додаткове право вибору в першому раунді, а Сонікс - у другому. Сонікс зберегли за собою право четвертого вибору. Крім того, дату драфту перенесли з 16 квітня на 24-те.

^ 2: Майк Д'Ентоні народився в США, але грав за збірну Італії.